# Alternativní zpravodajský web
Alternativní zpravodajský web je webový server, který nabízí čtenáři jiný pohled na věc než to, co je prezentováno v mainstreamových médiích, která jsou pod kontrolou vlády nebo velkého byznysu.

## Definice
Alternativní zpravodajské weby jsou definované jako „proklamovaný a/nebo (samo)proklamovaný korektiv, odporující celkové tendenci veřejného diskurzu vycházejícího z toho, co jsou v daném systému vnímána jako dominantní mainstreamová média“ 
Základní rozměr alternativních médií a jejich hledání legitimity spočívá v kritice zavedených médií, včetně skepse vůči, strukturálním podmínkám zavedeného tisku, lidem pracujících jako novináři a jejich praktikám a obsahu v mainstreamových médií. Mediální kritika ze strany levicově orientovaných alternativních zpravodajských médií je často zaměřena na komerční hodnoty tisku, zatímco pravicové iniciativy se více zabývaly vnímaným ideologickým stranictvím v rámci profesionální žurnalistiky. 
V alternativních zpravodajských článcích je zvláště viditelná sebe pociťovaná korekční funkce. Alternativní média často publikují obsah, který je politicky a/nebo sociálně/kulturně radikální, kontra hegemonický nebo alternativní ve svých epistemologických základech.

## Typologie domácích zpravodajských webů
Typologie principálně vychází z podobností publika a je doplněna o strukturu návštěvnosti a obsahu. Weby v této typologii jsou rozdělené do tří různých kategorií. První kategorie jsou servery s proti systémovou tematikou, nachází se v horní části typologie a mají červenou barvu. Druhá kategorie obsahuje bulvární média, média pro ženy a média zaměřená na zábavu, táto kategorie je označená zelenou barvou. Třetí a poslední kategorie jsou weby které spadají do takzvaného "hlavního proudu", je to nejrozšířenější kategorie do které spadají zprávy, názorové deníky a nebo weby se specifickým politickým zaměřením, kategorie je označená modrou barvou.

## Příklady zpravodajských alternativních webů

### AC24.cz
Jedním z největších českých kvazi-médií je AC24.cz, které přebírá články především z ruského státního a propagandistického webu Sputnik. Ve sledovaném období byly zaznamenány i články přejaté od ruských státních agentur RIA a TASS. AC24 publikuje celkově v ročním průměru zhruba 260 článků měsíčně. Přebírané články, kromě obecně informativních, pokrývají široké spektrum převážně společensky citlivých či kontroverzních témat a vykreslují je obvykle manipulativním či zkreslujícím způsobem. 

### Aeronet
Po intenzivních konzultacích s bezpečnostními složkami státu a na základě doporučení Vlády České republiky blokuje sdružení CZ.NIC vybrané dezinformační weby (včetně Aeronet.news), které ohrožují naši národní bezpečnost.
Tento krok je podle výkonného ředitele sdružení Ondřeje Filipa reakcí na vojenský útok ruské armády proti svrchované Ukrajině a dezinformační kampaň, která ho provázela a stále provází. „Je právo těch webů se obrátit na soud. My ale máme právo za určitých podmínek některé weby zablokovat a vypnout. Třeba když ohrožují kybernetickou bezpečnost naší země. Z tohoto pohledu konáme, ale budeme respektovat případné rozhodnutí soudu,“ řekl Filip Deníku N. 
Internetové sdružení CZ.NIC odblokovalo osm dezinformačních webů, jejichž domény znepřístupnilo 25. února v souvislosti s válkou na Ukrajině. Weby již nepředstavují hrozbu, informoval mluvčí sdružení Vilém Sládek. 

### Czechfreepress
Na základě shody mezi NFNZ, Konšpirátori.sk, společností Semantic Visions a projektem Atlas konspirací byla webová stránka Czech Free Press zařazena mezi konspirační weby. 
Czech Free Press – jde o stránku obsahující mix blogů, komentářů a článků vytvořených jako zpravodajské texty. Dominují články se zaměřením proti muslimským menšinám a uprchlíkům, texty, ve kterých jsou západní vlády vylíčeny jako neschopné. Pod projektem je podepsán Miroslav Suja.

### Infowars
Americký konspirátor Alex Jones má zaplatit rodičům šestiletého chlapce zabitého při střelbě na základní škole Sandy Hook před téměř deseti lety celkem 49,3 milionu dolarů (1,2 miliardy korun). Rozhodla o tom porota v soudním procesu, v němž po něm rodiče zabitého hocha požadovali odškodné. Podle agentury AP je to poprvé, co porota Jonese seznala finančně odpovědným za jeho lživá tvrzení. 
Jedním z představitelů fake news a konspiračních teorií je Alex Jones, kterému John Oliver na HBO věnoval jeden celý díl svého pořadu. Alex Jones a jeho InfoWars využívala Youtube, Facebook, klasický web a také Spotify nebo iTunes pro šíření podcastů. K odstranění Infowars rozhodla společnost Apple. 

### Gab
Muž, který v sobotu v pittsburské synagoze zabil 11 lidí a dalších šest zranil, využíval sociální síť Gab k antisemitským výhrůžkám. Vedení této platformy následně uvedlo, že bude síť od pondělí na určitou dobu nedostupná. Některé ze služeb, které využívala, s ní totiž vypověděly spolupráci. 